# Nitreto

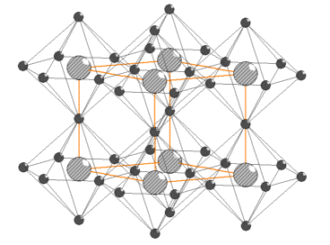
Estrutura de cristal de nitreto de lítio.

Nitretos são compostos inorgânicos que apresentam como anion o elemento nitrogênio com estado de oxidação -3 ( N-3 ) geralmente ligado a metais.

Os nitretos são compostos químicos formados por nitrogênio e possuem uma ampla gama de propriedades e aplicações tais como:
·       Resistência ao calor – refratário;
·       Isolante – B, N, Si3N4;
·       Semicondutores – GaN, AlN;
·       Lubrificantes Sólidos – B, N;
·       Ferramentas de corte de fabricação – Si3N4;
·       Revestimentos de superfícies – TiN, Fe2N and
·       Célula de combustível – Li3N.
Nitreto é definido por compostos formados por nitrogênio e elementos de menor ou igual eletronegatividade. Os nitretos podem ser classificados em cinco categorias gerais que dependem do elemento de ligação, sua estrutura eletrônica e tipo de ligação.
Os nitretos intersticiais são formados pela acomodação do nitrogênio no interstício de metal, a diferença de eletronegatividade e o tamanho atômico entre os átomos é significativamente grande. No entanto, a categoria covalente ocorre quando essa diferença é pequena e a ligação eletrônica é essencialmente covalente. Esta categoria é composta pelos elementos não metálicos do Grupo IIIA (B, Al, Ga, In e Tl), além de Si e P. Os Grupos VIIB e VIIIB formam a categoria de nitretos intermediários, onde os metais de transição (Co, Mn, Fe e Ni) são quimicamente instáveis, cuja ligação química se decompõe rapidamente.
Os nitretos do tipo iônico são compostos por nitrogênio e a maioria dos elementos eletropositivos, como os metais alcalinos e o Grupo III. Há uma grande diferença de eletronegatividade entre estes compostos, mas a ligação atômica é essencialmente iônica.
Os nitretos semicondutores têm propriedades como banda larga (WBG - “Wide Bandgap”), apresentam alta ionicidade, ligações químicas muito curtas, baixa compressibilidade, boa estabilidade térmica e são inertes a ataques químicos e de radiação. Por isso, apresentam grande interesse na indústria, além de não apresentar riscos ao meio ambiente. O material WBG permite a fabricação de dispositivos com a capacidade de operar em temperaturas mais altas e aplicações de comutação de alta potência.

## Nitretos Semicondutores

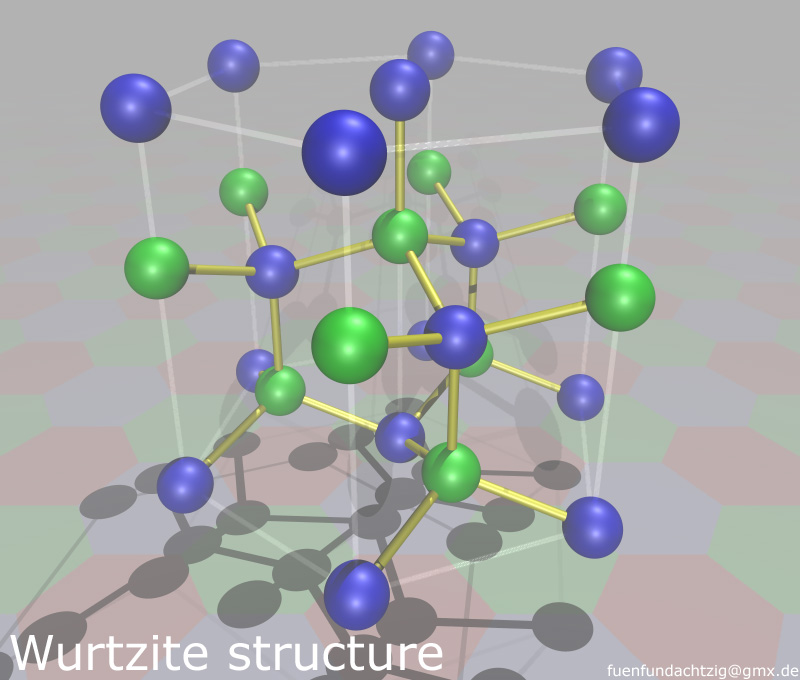
Estrutura cristalina do AlN e GaN (Wurtzita).

Os semicondutores do Grupo III-V, tais como AlN, GaN, InN e suas ligas ternárias e quaternárias emitem e absorvem o comprimento de onda no espectro visível e nos pequenos comprimentos de onda como os espectros violeta e ultravioleta. Este Grupo também tem benefícios como alta seletividade espectral que permite o controle da frequência regulando apenas a composição molar de suas ligas ternárias e facilitando a fabricação de dispositivos de heterojunção, ou multicamadas.
Essas características promovem o desenvolvimento de dispositivos optoeletrônicos e eletrônicos para altas potencias e temperaturas. Exemplos de aplicações de semicondutores são diodos de laser, fotodiodos e sensores de fotocondutividade. Além de emitir e absorver aplicações leves, esses grupos de semicondutores possuem propriedades piezelétricas que permitem a fabricação de dispositivos eletroacústicos para aplicações em altas freqüências como filtros de radiofrequência, sensores e dispositivos MEMS (Microelectromechanics Systems).

## Exemplos
- Nitreto de alumínio ({\displaystyle AlN})
- Nitreto de titânio ({\displaystyle TiN})
- Nitreto de gálio ({\displaystyle GaN})
- Nitreto de lítio ({\displaystyle Li_{3}N})
- Nitreto de nióbio ({\displaystyle Nb_{3}N})
- Nitreto de Urânio ({\displaystyle UN})
- Nitreto de arsênio ({\displaystyle AsN}) [1]
- Nitreto de fosforila ({\displaystyle PON}) [1]